# Wodogłowie usznopochodne
Wodogłowie usznopochodne (łac. hydrocephalus otogenes) – obecnie rzadko spotykane usznopochodne powikłanie wewnątrzczaszkowe, będące następstwem zaburzeń w krążeniu płynu mózgowo-rdzeniowego (PMR). Zaburzenie krążenia PMR spowodowane jest obecnością jałowej lub zakażonej zakrzepicy w zatokach żylnych opony twardej.

## Etiopatogeneza
W niektórych przypadkach po/lub w trakcie ostrego zapalenia ucha środkowego następuje zapalenie wyrostka sutkowatego, które prowadzi do erozji kości w okolicy zatoki esowatej i jej zapalenia. W ścianie zatoki tworzy się zakrzep przyścienny, rozszerzający się ku górze w kierunku spływu zatok i dalej w kierunku zatoki strzałkowej górnej. Stan ten powoduje zamknięcie ziarnistości pajęczynówki i utrudnienie odpływu PMR, co prowadzi do podwyższenia jego ciśnienia.

## Objawy
- wymioty
- zaburzenia widzenia - podwójne widzenie
- padaczka ogniskowa
- niedowłady i zaburzenia czucia
- porażenie nerwu odwodzącego
- obrzęk tarczy nerwu wzrokowego
- prawidłowe EEG, gdyż układ komorowy nie jest poszerzony

## Rozpoznanie
- wywiad
- badanie fizykalne
- badanie obrazowe: (tomografia komputerowa głowy z kontrastem), które uwidacznia brak przepływu w zatokach żylnych opony twardej.

## Leczenie
Wyłącznie chirurgiczne (laryngologiczne i neurochirurgiczne):
- antromastoidektomia z odsłonięciem zatoki esowatej i wydobyciem skrzepu z jej światła
- podwiązanie żyły szyjnej wewnętrznej na szyi, czasami z jej przecięciem, celem uniknięcia przedostawania się skrzepliny do krążenia żylnego ogólnego
- neurochirurgiczna dekompresja, w celu umożliwienia odpływu PMR.
- drenaż komorowo-otrzewnowy. Założenie proksymalengo odcinka drenu do komór bocznych oraz dystalnego do jamy otrzewnej. Odprowadza nadmiar PMR do jamy otrzewnej, gdzie następuje jego wchłanianie.

## Rokowanie
Pomyślne w przypadku wczesnego rozpoznania choroby i wdrożenia leczenia operacyjnego. W przypadku braku leczenia chirurgicznego następuje ślepota i rozwój padaczki.